# Tibeti nyelvek
A tibeti nyelvek (tibeti: བོད་སྐད།) a sino-tibeti nyelvcsalád egy csoportja, amelyet főleg a tibetiek beszélnek, akik Közép-Ázsia keleti részének nagy részén élnek az Indiai szubkontinenstől északra, a Tibeti-fennsíkon, illetve, a szubkontinens észak részén, Baltisztán, Ladak, Nepál, Szikkim és Bhután területein. A klasszikus tibeti nyelv fő regionális irodalmi nyelv, amelyet elsősorban a buddhista irodalomban használatos.
A közép-tibeti nyelv (Ü-cang dialektusai, köztük a lhászai), a khami tibeti és az amdói tibeti nyelvet általánosságban ugyanazon nyelv dialektusainak tekintik, főleg, hogy mind ugyanazt az irodalmi nyelvet használják. Ettől eltér a bhutáni, a szikkim, a serpa és a ladaki nyelv.
A tibeti nyelveket mintegy 8 millióan beszélik. A tibeti buddhizmus nyugati terjedésével a tibeti nyelv számos buddhista publikációban szerepel. Egyes nyugati tanulók azért tanulják a tibeti nyelvet, hogy lefordíthassák a tibeti szövegeket. Lhászán kívül a lhászai tibeti nyelvet mintegy 200 000 száműzetésben élő tibeti beszéli, akik Indiába és más országokba menekültek. Szintén tibetiül beszél Tibetben néhány kisebbségi népcsoport, akik évszázadokon át éltek a tibetiek közelségében – közben megtartották a saját nyelvüket és kultúrájukat is.
Annak ellenére, hogy a khami csiangok némelyikét Kína tibeti nemzetiségűnek tekinti, a csing nyelvek nem tartoznak a tibeti nyelvcsaládba, hiszen önálló ágat képeznek a sino-tibeti nyelvcsaládban.
A klasszikus tibeti nyelv nem volt tonális, viszont néhány változata – mint például a közép-tibeti vagy a kham-tibeti – kifejlesztettek néhány tónust. Az amdói és a ladaki-balti nem tonálisak. A tibeti nyelv morfológiailag nézve agglutinálónak számít.

## Nyelvek
Nicolas Tournadre (2008) a tibeti nyelv helyzetét a következőképpen jellemezte:
|  | „A tibeti nyelv és a létező irodalmak terén végzet 20 éves terepmunkám alapján úgy becsülöm, hogy mintegy 220 „tibeti dialektus” létezik, amelyek az ótibetiből származnak, és amelyek mára öt országba terjedtek szét: Kína, India, Bhután, Nepál és Pakisztán [amely] összesen 25 dialektuscsoportra osztható, például olyan csoportok, amelyek egymás számára nem értelmezhetők. A dialektuscsoport fogalma ugyan megegyezik a nyelv fogalmával, az előbbiben azonban nem beszélhetünk szabványosításról. Szóval ha félretesszük a szabványosítás fogalmát, úgy hiszem, hogy helyesebb volna 25 nyelvről beszélni, amelyek az ótibeti nyelvből származnak. Ez nem csupán más terminust jelent, hanem egy egész más látásmódot enged a nyelvváltozatok választékát illetően. Amikor 25 nyelvről beszélünk, akkor egyértelművé válik, hogy egy nyelvcsaláddal van dolgunk, amely az újlatin nyelvek méretéhez mérhető, amely 19 dialektuscsoportból áll.” |
|  | |

A 25 nyelvbe egy tucat fő dialektus csoport tartozik:
közép-tibeti (Ü-cang), khami (Csamdo, Szecsuan, Csinghaj, Jünnan), amdói (Csinghaj, Kanszu, Szecsuan), csoni (Kanszu, Szecsuan), ladaki (Dzsammu és Kasmír), balti (Pakisztán), Burig (Dzsammu és Kasmír), lahuli–szpiti (Himácsal Prades), Dzongkha (Bhután), szikkimi, serpa (Nepál, Tibet), kjirong-kagate (Nepál, Tibet)
további tucat kisebb csoport, vagy egyedüli dialektus, amelyeket pár száz vagy pár ezer ember beszél:
dzsirel (Nepál), csokangaka (Bhután), lakha (Bhután), brokkat (Bhután), brokpa (Bhután), groma (Tibet), csunku (Szecsuan), gszerpa (Szecsuan), khalong (Szecsuan), tungvang (Jünnan), cecatöku (Szecsuan) és trugcsu (Kanszu).
Ezen felül van a pajma nyelv, amely a csiang egy ága, amely sokat vett át az amdói, a khami és a csunku nyelvekből, de nem egyezik a tibeti egyetlen ágával sem. A távolabbra szakadt dialektusok, mint például a csiangi és a rgyalrung nyelvek északi és keleti részei, nyelvcsere eredményei is lehetnek.
A kínai tudósításokban használt tibeti nyelvek a szabvány tibeti (Ü-cang), a khami és az amdói.

## Osztályozása
Tournadre (2005, 2008)
Tournadre (2005) a következőképpen osztályozza a tibeti nyelveket:
- közép-tibeti
a szabvány tibeti alapja, amely számos nepáli variánst tartalmaz
- khami
- amdói
- dzongkha–lhokai
dzongkha, szikkhim, lakha, naapa, Laja dialektus, csokangaka, brokkat, brokpa és groma (valószínűleg)
- Ladaki–balti
ladaki, burig, Cangszkari, balti
- lahuli–szpiti
- kjirong–kagate
- serpa–dzsirel
serpa, dzsirel

A többi nyelv beszélői (tevo-csoni, csunku, khalong, tungvang, gszerpa, cecatöku, trugcsu, pajma) egymás számára nem értelmezhetőek, azonban az osztályozáshoz nem eléggé ismertek.
Tournadre (2013) a ceku és a khamba nyelvet a khamihoz adja, valamint a tevo-csoni, csongu, pajma nyelvekből álló csoportot a tibeti nyelvek keleti ágaként értelmezi.
Bradley (1997)
Bradley szerint, a következőképpen állnak össze a csoportok:
- Nyugati ótibeti (nem tonális), ide tartozik a ladaki, a balti és a burig
- amdói tibeti (ide tartozik a tevo-csoni) (nem tonális)
- khami tibeti (tonális)
- nyugati újító tibeti (lahuli–szpiti) (enyhén tonális)
Felső-Ladak és Zanszkár, az indiai határ északnyugati területe (Lahaul és Szpiti kerület és Uttarakhand), és Canda megye dialektusai (Tibet legnyugatibb részei)
- közép-tibeti (enyhén tonális)
A nyugat tibeti Ngari prefektúra legtöbb dialektusa, az észak-nepáli határ dialektusai, Cang dialektusai Sigace prefektúrában, és Ü dialektusai (Lhokha, Lhásza, stb.). Ez a szabvány tibeti alapja.
- Északi-tibeti (enyhén tonális)
Gêrzê dialektusai, az északi Nakcsu prefektúra és Nangqên megye dialektusai
(Tournadre a khami nyelv dialektusainak tekinti ezeket)
- Dél-tibeti (enyhén tonális)
Groma nyelv Cang déli részén, az indiai szikkim, a nepáli serpa és dzsirel, illetve egyéb nyelvek Bhutánban:
dzongkha, brokkat, brokpa, Csokangaka, lakha, laja dialektus, lunana dialektus.

Egyéb
Néhány osztályozás a khamit és az amdóit teszi a kelet-tibeti csoportba (ez nem összetévesztendő a kelet-bodi nyelvvel, amelynek beszélői etnikailag nem tartoznak a tibetiek közé). Egyesek, mint például Tournadre, felosztják a közép-tibeti nyelvet is.

## Írásrendszer
A legtöbb tibeti nyelvhez két írásrendszer valamelyikét használják, mindkettő a bráhmi eredetű írásrendszerekhez tartozik. A szabvány tibeti és a többii tibeti nyelvek többsége is a tibeti írást használják, amelynek történelmileg konzervatív helyesírása (lásd lentebb) segít egyesíteni a tibeti nyelvű területet. Más tibeti nyelvekhez (Indiában és Nepálban) a rokoneredetű dévanágari írást használják, ugyanúgy, mint például a hindi, a nepáli és más nyelvekhez. Azonban néhány ladaki és balti nyelvet beszélő ember az urdu írást használja – ez szinte kizárólag csak Pakisztánban fordul elő. A tibeti írást már több száz éve nem használják a pakisztáni Baltisztánban, miután a régióban megjelent az iszlám. Azonban a balti emberek egyre inkább törődnek a nyelvük és a hagyományaik megőrzéséért, főleg az erőteljes pundzsabi kulturális behatás következtében, amely újabb erőket mozgósított a tibeti írás újbóli felélesztésére. Szándékaik szerint az arab-perzsa írás mellett a tibeti írást is lehetne használni. A Pakisztán északi részén található Baltisztán fővárosában, Szkarduban a boltokban az arab-perzsa írás mellett a tibetit is egyre többen használják. A balti emberek ezt nem szeparatista kezdeményezésnek tekintik, hanem a kultúra megőrzéséért tett erőfeszítésnek.

### Nyomtatott
- Beyer, Stephan V.. The Classical Tibetan Language. SUNY Press (1992). ISBN 0-7914-1099-4
- Denwood, Philip. Tibetan. John Benjamins Publishing (1999). ISBN 90-272-3803-0
- Denwood, Philip. The Language History of Tibetan, Linguistics of the Himalayas and beyond. Walter de Gruyter, 47–70. o. (2007). ISBN 3-11-019828-2
- van Driem, George. Languages of the Himalayas: An Ethnolinguistic Handbook of the Greater Himalayan Region containing an Introduction to the Symbiotic Theory of Language. Brill (2001). ISBN 9004103902
- AHP43 Az amdo-tibeti nyelv Archiválva 2021. június 28-i dátummal a Wayback Machine-ben

### Internetes
- A tibeti dialektus projekt Archiválva 2016. szeptember 17-i dátummal a Wayback Machine-ben
- A tibeti-fennsík és a Himalája nyelvei — Nicolas Tournadre